# Saint-Cernin-de-l'Herm
Saint-Cernin-de-l'Herm là một xã, nằm ở tỉnh Dordogne vùng Aquitaine của Pháp. Xã này có diện tích 16,25 kilômét vuông, dân số năm 2005 là 247 người. Xã nằm ở khu vực có độ cao trung bình 166 m trên mực nước biển.
| Danh sách các xã trưởng                |             |                   |                  |         |
| Giai đoạn                              | Giai đoạn   | Tên               | Đảng             | Tư cách |
| 1977                                   | đương nhiệm | Jean-Pierre Curat | không chính thức | hưu trí |
| Tất cả các dữ liệu trước đây không rõ. |             |                   |                  |         |

## Thông tin nhân khẩu
| Năm    | 1962 | 1968 | 1975 | 1982 | 1990 | 1999 | 2005 |
| ------ | ---- | ---- | ---- | ---- | ---- | ---- | ---- |
| Dân số | 315  | 305  | 273  | 249  | 222  | 230  | 247  |